# Альба, Рафаэль
Рафаэль Альба Кастильо (исп. Rafael Alba Castillo; род. 12 августа 1993, Сантьяго-де-Куба) — кубинский тхэквондист, член сборной Кубы. Двукратный бронзовый призёр летних Олимпийских игр 2020 и 2024 годов, двукратный чемпион мира, чемпион Панамериканских игр 2015 года, трёхкратный чемпион Панамерики. Участник летних Олимпийских игр 2016, 2020 и 2024 годов.

## Карьера
Рафаэль Альба родился 12 августа 1993 года в Сантьяго-де-Куба, на острове Куба.
В 2013 году на чемпионате мира в Мексики стал чемпионом в весовой категории до 87 кг. Через два года на чемпионате мира в Челябинске в этой же категории завоевал бронзовую медаль. Осенью на Панамериканских играх в Торонто в категории свыше 80 кг стал чемпионом. В 2016 году на Панамериканском чемпионате в Керетаро завоевал золотую медаль.
Принимал участие в турнире по тхэквондо на летних Олимпийских играх в рио-де-Жанейро. В весовой категории свыше 80 кг уступил в четвертьфинале узбекскому атлету Дмитрию Шокину.
В 2019 году на чемпионате мира в Манчестере стал двукратным чемпионом. В финале одолел соперника из Мексики Карлоса Сансореса. Осенью на Панамериканских играх в Лиме завоевал серебряную медаль, уступив в финале американцу Джонатану Хили.
В 2021 году выступил на летних Олимпийских играх В Токио. Завоевал бронзовую медаль. В схватке за третье место одолел китайца Сун Хонджи.
На Панамериканском чемпионате 2024 года в Рио-де-Жанейро стал трёхкратным чемпионом континента.
На летних Олимпийских играх в 2024 году в Париже, в категории свыше 80 кг завоевал бронзовую медаль. В схватке за третье место одолел соперника из Хорватии Ивана Шапину.